# Hassi Mefsoukh
Hassi Mefsoukh (em árabe: حاسي مفسوخ) é uma comuna localizada na província de Orã, Argélia. De acordo com o censo de 2009, a população total da cidade era de 12 836 habitantes.